# Utkání hvězd české a slovenské extraligy 2003
Utkání hvězd české a slovenské extraligy 2003 se uskutečnilo 1. února roku 2003 v Pardubicích. Poprvé se utkání hvězd střetla mezi českou a slovenskou extraligou.

## Soupisky
| Brankáři | Adam Svoboda     | HC ČSOB Pojišťovna Pardubice |
|          | Roman Málek      | HC Slavia Praha              |
| Obránci  | Michal Sýkora    | HC ČSOB Pojišťovna Pardubice |
|          | František Kučera | HC Slavia Praha              |
|          | Libor Procházka  | HC Oceláři Třinec            |
|          | Martin Hlavačka  | HC Energie Karlovy Vary      |
|          | Jan Výtisk       | HC Vítkovice                 |
|          | František Ptáček | HC Sparta Praha              |
|          | Petr Kadlec      | HC Slavia Praha              |
|          | Jan Hejda        | HC Slavia Praha              |
| Útočníci | Richard Král     | HC Oceláři Třinec            |
|          | Jiří Hudler      | Vsetínská hokejová           |
|          | David Moravec    | HC Vítkovice                 |
|          | Petr Sýkora      | HC ČSOB Pojišťovna Pardubice |
|          | Peter Pucher     | HC JME Znojemští Orli        |
|          | Marek Uram       | HC JME Znojemští Orli        |
|          | Marek Zadina     | HC Oceláři Třinec            |
|          | Jiří Burger      | HC Vítkovice                 |
|          | Jan Marek        | HC Oceláři Třinec            |
|          | Ondřej Kratěna   | HC Sparta Praha              |
|          | Michal Sup       | HC Slavia Praha              |
|          | Václav Pletka    | HC Oceláři Třinec            |
| Trenéři  | Václav Sýkora    |                              |
|          | Alois Hadamczik  |                              |

| Brankáři | Miroslav Šimonovič | HC Košice               |
|          | Karol Križan       | HK 32 Liptovský Mikuláš |
| Obránci  | Normunds Sējējs    | HK Dukla Trenčín        |
|          | Jiří Heš           | HK Dukla Trenčín        |
|          | Tomáš Starosta     | HK Dukla Trenčín        |
|          | Juraj Kledrowetz   | HC Košice               |
|          | Pavel Kowalczyk    | HKm Zvolen              |
|          | Martin Ivičič      | HK 36 Skalica           |
|          | Miroslav Vantroba  | HC Košice               |
|          | Tomáš Nádašdi      | HC Košice               |
| Útočníci | Marcel Hanzal      | HK Dukla Trenčín        |
|          | Roman Kukumberg    | HK Dukla Trenčín        |
|          | Arne Kroták        | HC Košice               |
|          | Miroslav Škovíra   | HC Košice               |
|          | Jaroslav Kmiť      | HC Košice               |
|          | Ľubomír Kolník     | HKm Zvolen              |
|          | Branislav Jánoš    | HKm Zvolen              |
|          | Zdeno Cíger        | HC Slovan Bratislava    |
|          | Petr Kořínek       | HKm Zvolen              |
|          | Igor Rataj         | HC Slovan Bratislava    |
|          | Richard Kapuš      | HC Slovan Bratislava    |
|          | Ondřej Weissmann   | HKm Zvolen              |
| Trenéři  | Dušan Gregor       |                         |
|          | Róbert Spišák      |                         |

## Souhrn zápasu
| 1. února 2003 | Česká extraliga | 7:5 (1:1, 3:3, 3:1) | Slovenská extraliga | Duhová aréna, Pardubice Návštěvnost: 7 856 |  |

| Zpráva | |          | |                                          |
| Adam Svoboda - 30 Roman Málek | Adam Svoboda - 30 Roman Málek | Brankáři | Miroslav Šimonovič - 30 Karol Križan | Rozhodčí: Mihálik Čároví: Český Rouspetr |
| 19. Marek Uram (Jiří Hudler, Libor Procházka) 23. Jiří Hudler (Marek Uram) 26. Marek Uram (Bez asistence) 28. Michal Sup (Jan Hejda) 48. Jiří Burger (Petr Sýkora) 55. Ondřej Kratěna (Petr Kadlec) 59. Jan Marek (Ondřej Kratěna, Michal Sup) | 19. Marek Uram (Jiří Hudler, Libor Procházka) 23. Jiří Hudler (Marek Uram) 26. Marek Uram (Bez asistence) 28. Michal Sup (Jan Hejda) 48. Jiří Burger (Petr Sýkora) 55. Ondřej Kratěna (Petr Kadlec) 59. Jan Marek (Ondřej Kratěna, Michal Sup) |          | 20. Arne Kroták (Miroslav Vantroba, Miroslav Škovíra) 23. Zdeno Cíger (Juraj Kolník) 25. Richard Kapuš (Jiří Heš, Petr Kořínek) 37. Martin Ivičič (Branislav Jánoš, Zdeno Cíger) 56. Normunds Sējējs (Marcel Hanzal) | Rozhodčí: Mihálik Čároví: Český Rouspetr |
| 0 min | 0 min | Tresty   | 0 min | Rozhodčí: Mihálik Čároví: Český Rouspetr |

## Individuální soutěže
| Disciplína:                            | Hráč:           | Klub:                        |
| Soutěž o nejrychlejšího bruslaře       | Petr Sýkora     | HC ČSOB Pojišťovna Pardubice |
| Nejdelší střela – střela po mantinelu: | Martin Hlavačka | HC Energie Karlovy Vary      |
| Soutěž brankářů - štafeta nájezdů      | Roman Málek     | HC Slavia Praha              |